# Tomáš Vychodil
Tomáš Vychodil (Olomouc, 7 ottobre 1975) è un ex calciatore ceco, di ruolo difensore.

## Caratteristiche tecniche
Difensore centrale, può giocare anche da mediano.

## Carriera

### Club
Dopo aver giocato in patria, nel 2002 si trasferisce in Russia, giocando circa 200 partite nella seconda divisione nazionale e appena 25 nella Prem'er-Liga.